# Colyttus lehtineni
Colyttus lehtineni là một loài nhện trong họ Salticidae.
Loài này thuộc chi Colyttus. Colyttus lehtineni được Marek Żabka miêu tả năm 1985.